# Кампс, Марит
Марит Кампс (нидерл. Marit Kamps; род. 4 марта 2001, Ассен, Дренте) — нидерландская дзюдоистка, бронзовый призёр чемпионатов Европы 2022 и 2023 годов, бронзовый призёр III Европейских игр 2023 года.

## Биография
Марит Кампс борется в весовой категории свыше 78 килограммов и представляет Нидерланды на международной спортивной арене.
В 2021 году одержала победу на молодёжном чемпионате мира, который проходил Ольбии, в Италии. 
В 2022 году удачно выступила на чемпионате Европы по дзюдо среди смешанных команд 2022 в Мюлузе, заняла в составе сборной Нидерландов третье место. 
В 2023 году на III Европейских играх в Кракове, в соревнованиях смешанных команд, в составе Нидерландской сборной стала обладателем бронзовой медали. 
В ноябре 2023 года, во французском Монпелье, на чемпионате Европы, Марит в весовой категории свыше 78 кг стала обладателем бронзовой медали, в поединке за третье место победила турецкую спортсменку Кайру Оздемир. 